# United Basketball
United Basketball es un equipo de baloncesto holandés que compite en la BNXT League, la nueva liga fruto de la fusión de la Dutch Basketball League neerlandesa y la Pro Basketball League belga. Fundado en 2020, tiene su sede en la ciudad de Bemmel, Gelderland. Disputa sus partidos en el De Schaapskooi, con capacidad para 650 espectadores.

## Historia
La organización se fundó en mayo de 2020 con el nombre temporal de Basketball Community Gelderland con el objetivo de traer de vuelta el baloncesto profesional a la provincia de Gelderland. Desde la desaparición del equipo Matrixx Magixx en 2014, la provincia no tenía club en la Dutch Basketball League (DBL) de primer nivel.
El 5 de agosto, el club anunció que iba a dar el paso a la DBL y había adquirido una licencia provisional para la temporada 2020-21. El 9 de agosto, el club anunció al estadounidense Matthew Otten como su primer entrenador en jefe. La empresa especializada en posicionamiento en buscadores Yoast SEO firmó un contrato de tres años para convertirse en patrocinador principal del equipo, que pasó a denominarse Yoast United. El 4 de octubre, Yoast United logró su primera victoria en la DBL ante el BAL Weert, 91–59.